# Feminització dels noms de professions, oficis i càrrecs
La feminització dels noms de professions, oficis i càrrecs és una expressió que fa referència a l'acció i efecte de donar una forma gramatical femenina als noms de professions, oficis i càrrecs que no la tenen, o donar un gènere femení a noms originalment masculins o neutres. A Espanya, aquestes accions les realitza la Reial Acadèmia Espanyola de la Llengua, que reconeix que existeixen condicionaments de tipus històric i sociocultural per realitzar aquestes accions, com ara el fet que es tracti de professions o càrrecs tradicionalment exercits per dones. No s'ha de confondre aquest concepte amb la feminització de textos o la feminització de professions.